# Alex Haydock-Wilson
Alex Haydock-Wilson (né le 28 juillet 1999 à Eton) est un athlète britannique, spécialiste du 400 mètres.

## Biographie
Il est médaillé du relais 4 × 400 m lors des championnats du monde juniors 2018 et des championnats d'Europe espoirs 2019.
En 2022, il atteint les demi-finales du 400 mètres des championnats du monde et porte son record personnel à 45 s 08.
En 2024, il fait partie du relais olympique du 4 × 400 m qui décroche la médaille de bronze, avec ses coéquipiers Matthew Hudson-Smith, Lewis Davey et Charles Dobson, en battant le record d'Europe qui datait des Jeux olympiques d'Atlanta en 1996, au cours desquels la Grande-Bretagne avait pris la médaille d'argent en 2 min 56 s 60. Cette médaille s'ajoute à celle de bronze obtenue au relais 4 × 400 m mixte.

## Palmarès
| Date | Compétition                    | Lieu     | Résultat | Épreuve         | Temps         |
| ---- | ------------------------------ | -------- | -------- | --------------- | ------------- |
| 2018 | Championnats du monde juniors  | Tampere  | 3e       | 4 × 400 m       | 3 min 5 s 64  |
| 2019 | Championnats d'Europe espoirs  | Tampere  | 2e       | 4 × 400 m       | 3 min 4 s 59  |
| 2022 | Championnats du monde en salle | Belgrade | 6e       | 4 × 400 m       | 3 min 8 s 30  |
| 2022 | Championnats d'Europe          | Munich   | 3e       | 400 m           | 45 s 17       |
| 2022 | Championnats d'Europe          | Munich   | 1er      | 4 × 400 m       | 2 min 59 s 35 |
| 2023 | Championnats du monde          | Budapest | 3e       | 4 × 400 m       | 2 min 58 s 71 |
| 2024 | Jeux olympiques                | Paris    | 3e       | 4 × 400 m mixte | 3 min 8 s 01  |
| 2024 | Jeux olympiques                | Paris    | 3e       | 4 × 400 m       | 2 min 55 s 83 |

## Records
| Épreuve | Temps   | Lieu   | Date            |
| ------- | ------- | ------ | --------------- |
| 400 m   | 45 s 08 | Eugene | 20 juillet 2022 |